# Bethlen István (sportoló)
Bethlen István (1947-ig gróf; Budapest, 1904. március 8. – Róma, 1982. február 6.) magyar válogatott jégkorongozó, lovaspólózó, olimpikon. A magyar főnemesi református gróf bethleni Bethlen család leszármazottja.

## Pályafutása
Klubcsapata a Budapesti Korcsolyázó Egylet volt. Válogatott játékosként az 1927-es jégkorong Európa-bajnokságon, valamint négy hoki világbajnokságon képviselte Magyarországot.
Lovaspólózóként részt vett az 1936-os nyári olimpián, ahol negyedik helyen végzett.  

## Érdekességek
Édesapja, idősebb Bethlen István Magyarország miniszterelnöke, valamint a jégkorong elterjedését megelőző kedvelt sport a bandy (jéglabda) jeles művelője volt.